# Drumbabót
Drumbabót är en tidigare skog i kommunen Rangárþing eystra på södra Island, som förstördes under perioden från senhösten 822 till tidigt på våren 823 efter ett vulkanutbrott av Katla. Skogen ligger omkring 45 kilometer från Mýrdalsjökull i södra Island.
Det som var kvar av skogen, efter det att stammarna brutits av till följd av en våldsam flodvåg från den av vulkanen smälta glaciären över Katla, låg därefter under vulkaniska sediment fram till 2003. Då ledde en flodvåg från floden Þverá till en översvämning som gjorde att delar av skogen åter kom över markytan. En vetenskaplig mätning av årsringar i stubbarna, som senare gjorts, visade att alla trädstammarna brutits av samtidigt. Att detta hade skett efter växtsäsongen 822, men före den 823, kunde bestämmas genom att räkna årsringarna från 775, ett år som genom speciell solaktivitet satt tidigare identifierat spår av mycket hög halt av radioaktivt kolisotop genom en speciell årsring. Ett så tidigt dokumenterat utbrott av Katla har inte tidigare dokumenterats, men konstaterades nu med hjälp av spåren efter den riktning glaciärflodvågen hade haft och dess enda möjliga ursprung. Spåren av Katla har även påvisats genom jämförelse med annan aska från Katla och med Katlas iskärna.
Katlas utbrott var så stort att det ledde till en stark nedkylning av jorden med en mycket kall sommar 824, vilket dokumenterats i skriftliga berättelser från denna tid i Europa och Kina. 
Drumbabótskogen är den bäst bibehållna av Islands förhistoriska skogar. Den är på omkring 100 hektar och har bestått av hundratals björkar med en diameter upp till 30 centimeter. Den kan vara en rest av en upp till 2.000 hektar stor björkskog, som kan ha haft 500-600 uppvuxna träd per hektar.